# جاكوب إي. ديفيس
جاكوب إي. ديفيس (بالإنجليزية: Jacob E. Davis)‏ هو قاضي ومحامي وسياسي أمريكي، ولد في 31 أكتوبر 1905 في بيفير في الولايات المتحدة، وتوفي في 28 فبراير 2003 في نيبلز في الولايات المتحدة. حزبياً، نشط في الحزب الديمقراطي. وقد انتخب عضو مجلس نواب أوهايو وانتخب عضو مجلس النواب الأمريكي.